# Lista de couraçados da Espanha

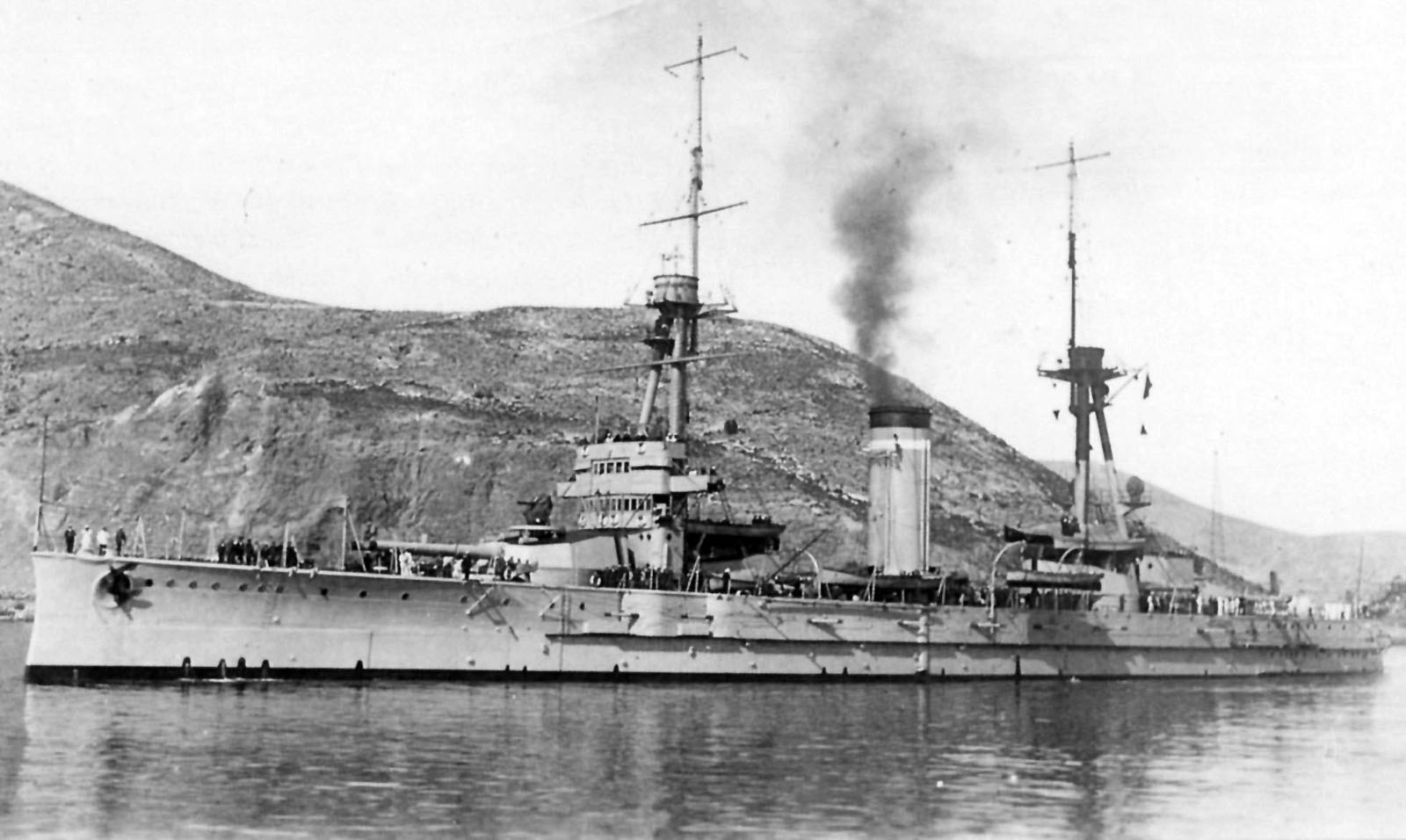
O Alfonso XIII na década de 1920

A Armada Espanhola construiu e planejou alguns couraçados entre as décadas de 1900 e 1930. A frota espanhola tinha sido destruída na Guerra Hispano-Americana de 1898 e ela começou a ser lentamente reconstruída no início do século XX. Alianças internacionais fizeram com que Reino Unido e França auxiliassem a Espanha no desenvolvimento da Classe España. Limitações financeiras e de infraestrutura fizeram com que estes fossem os menores dreadnoughts construídos no mundo. Desenvolvimentos de couraçados estrangeiros mais poderosos fizeram o governo perceber a necessidade de mais navios, que se tornariam a Classe  Reina Victoria Eugenia. Entretanto, o início da Primeira Guerra Mundial fez com que esta classe fosse abandonada, já que os espanhóis muito dependiam dos britânicos para materiais e assistência.
Planos para a construção de novos couraçados foram propostos depois do fim da guerra em 1918, incluindo um pequeno projeto inspirado na britânica Classe Nelson. Esses esforços deram em nada e foram interrompidos em 1936 com o início da Guerra Civil Espanhola. Propostas para a construção de pelo menos quatro couraçados inspirados na italiana Classe Littorio foram levantadas após o fim da guerra civil, assim como "cruzadores grandes". O início da Segunda Guerra Mundial em 1939 fez com que esses planos também fossem abandonados. Os três membros da Classe España acabaram sendo os únicos couraçados espanhóis, com o España tendo sido perdido na Guerra do Rife em 1923 depois de encalhar no Marrocos, enquanto o Alfonso XIII e Jaime I foram perdidos em 1937 durante a Guerra Civil Espanhola.
| Armas principais | Número e tamanho dos canhões da bateria principal         |
| Deslocamento     | Deslocamento do navio totalmente carregado                |
| Propulsão        | Número e tipo do sistema de propulsão e velocidade máxima |
| Batimento        | Data em que o batimento de quilha ocorreu                 |
| Lançamento       | Data em que o navio foi lançado ao mar                    |
| Comissionamento  | Data em que o navio foi comissionado em serviço           |
| Destino          | Fim que o navio teve                                      |

## ClasseEspaña

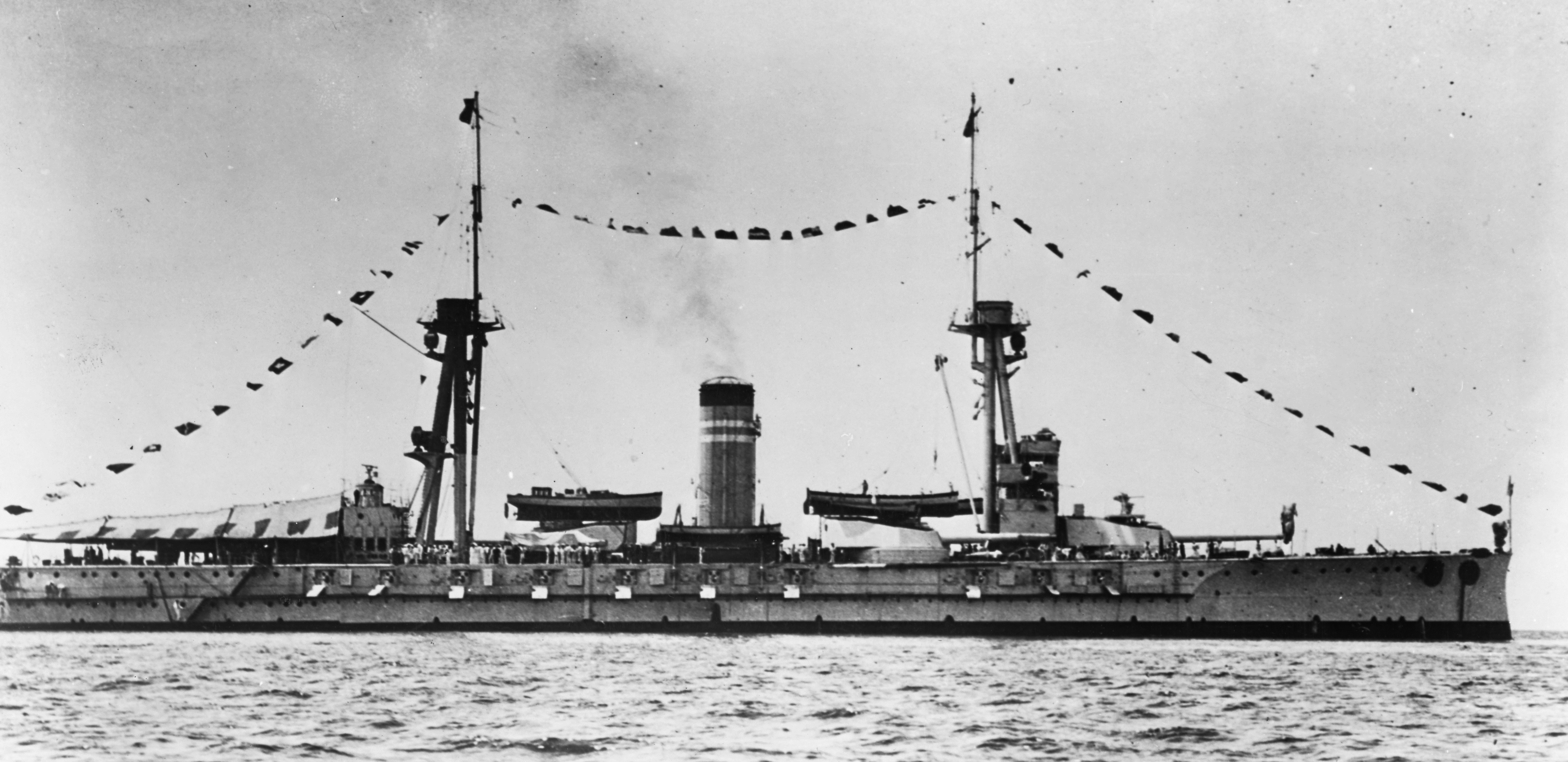
O Jaime I em 1931

A Armada Espanhola sofreu perdas desastrosas durante a Guerra Hispano-Americana de 1898 e pelos anos seguintes houve tentativas fracassadas de se reconstruir a frota. O expansionismo da Alemanha no início do século XX fez Reino Unido e França se aproximarem da Espanha, com os três firmando uma aliança informal em 1907. Desta forma, uma Armada Espanhola forte era de interesse britânico e francês, que passaram a dar assistência para o desenvolvimento de novos couraçados espanhóis. Limitações de infraestrutura e orçamento forçaram a criação de um projeto pequeno, o menor de um dreadnought no mundo. O início da Primeira Guerra Mundial em 1914 levou a atrasos nas obras, especialmente a do Jaime I, pois muitos materiais eram importados do Reino Unido.
Os navios participaram de operações de bombardeio litorâneo na Guerra do Rife no Marrocos na década de 1920. O España encalhou no litoral marroquino em agosto de 1923 durante a guerra e sofreu uma perda total. A Segunda República Espanhola foi instaurada em 1931 e o Alfonso XIII foi renomeado para España. Os dois sobreviventes foram descomissionados no mesmo ano, mas o Jaime I foi trazido de volta ao serviço em 1933 como capitânia da frota. Propostas de modernização foram levantadas na década de 1930, mas nenhuma foi levada adiante devido ao início da Guerra Civil Espanhola em 1936. O España foi tomado pelo lado nacionalista e usado para aplicar um bloqueio do norte da Espanha até afundar em abril de 1937 depois de bater em uma mina naval. O Jaime I permaneceu leal aos republicanos e pouco fez até afundar em junho de 1937 vítima de uma explosão interna; seus destroços foram reflutuados e desmontados em 1939.
| Navio        | Armas principais | Deslocamento | Propulsão                            | Serviço           | Serviço           | Serviço          | Serviço            |
| Navio        | Armas principais | Deslocamento | Propulsão                            | Batimento         | Lançamento        | Comissionamento  | Destino            |
| ------------ | ---------------- | ------------ | ------------------------------------ | ----------------- | ----------------- | ---------------- | ------------------ |
| España       | 8 × 305 mm       | 16 450 t     | 4 turbinas a vapor; 19 nós (35 km/h) | dezembro de 1909  | fevereiro de 1912 | outubro de 1913  | Perdido em 1923    |
| Alfonso XIII | 8 × 305 mm       | 16 450 t     | 4 turbinas a vapor; 19 nós (35 km/h) | fevereiro de 1910 | maio de 1913      | agosto de 1915   | Afundou em 1937    |
| Jaime I      | 8 × 305 mm       | 16 450 t     | 4 turbinas a vapor; 19 nós (35 km/h) | fevereiro de 1912 | setembro de 1914  | dezembro de 1921 | Desmontado em 1939 |

## ClasseReina Victoria Eugenia
O rápido desenvolvimento tecnológico naval na virada da década de 1900 para a de 1910 logo deixou a Classe España obsoleta diante de novos e mais poderosos couraçados estrangeiros, ficando aparente para o governo espanhol em 1913 que novos couraçados mais modernos eram necessários. Trabalhos de projeto começaram e novamente restrições orçamentárias limitaram as características gerais das novas embarcações. Algumas especificações foram definidas, como o sistema de propulsão, tamanho e armamento principal de oito canhões de 343 milímetros, apesar dos projetistas espanhóis preferirem armas de 381 milímetros. A Espanha declarou sua neutralidade no início da Primeira Guerra Mundial e isso removeu a necessidade estratégica de novos navios, consequentemente os trabalhos nos couraçados foram abandonados.
| Navio                  | Armas principais | Deslocamento | Propulsão                            | Serviço   | Serviço    | Serviço         | Serviço            |
| Navio                  | Armas principais | Deslocamento | Propulsão                            | Batimento | Lançamento | Comissionamento | Destino            |
| ---------------------- | ---------------- | ------------ | ------------------------------------ | --------- | ---------- | --------------- | ------------------ |
| Reina Victoria Eugenia | 8 × 343 mm       | 21 300 t     | 4 turbinas a vapor; 21 nós (39 km/h) | —         | —          | —               | Cancelados em 1914 |
| B                      | 8 × 343 mm       | 21 300 t     | 4 turbinas a vapor; 21 nós (39 km/h) | —         | —          | —               | Cancelados em 1914 |
| C                      | 8 × 343 mm       | 21 300 t     | 4 turbinas a vapor; 21 nós (39 km/h) | —         | —          | —               | Cancelados em 1914 |

## Projetos pós-guerra
A Espanha não participou das negociações do Tratado Naval de Washington de 1922, que limitou a construção de couraçados para seus signatários. Mesmo assim, couraçados que aderiam ao limite de 36 mil toneladas de deslocamento padrão imposto pelo tratado foram considerados pela Armada Espanhola no início da década de 1920. Algumas propostas foram feitas no início da década seguinte para versões reduzidas de navios ao estilo da britânica Classe Nelson, mas estas ideias nunca foram levadas adiante.
O lado nacionalista liderado por Francisco Franco venceu a Guerra Civil Espanhola e ele fez planos para a Armada Espanhola que incluíam a aquisição de quatro couraçados modernos, com uma variante da italiana Classe Littorio sendo a candidata favorita para preencher os requisitos. Uma missão espanhola na Itália recebeu garantias de apoio técnico para a construção dos navios em estaleiros espanhóis, além de que uma rampa de lançamento de tamanho suficiente para construir duas embarcações seria erguida no estaleiro de Ferrol. Entretanto, a Itália entrou na Segunda Guerra Mundial em 1940 e havia poucos recursos na Espanha, assim o projeto foi cancelado.
Os planos de expansão naval de Franco também incluíam "cruzadores grandes", com alguns projetos propondo um armamento de seis canhões de 305 milímetros. Também foi especulado que a Espanha desejava comprar duas torres de artilharia triplas de 283 milímetros que ficariam disponíveis depois que a Marinha de Guerra Alemã reconstruísse seu danificado couraçado Gneisenau com torres duplas de 380 milímetros. Porém, a situação da Alemanha na guerra impediu que este projeto fosse realizado.

### Citações
1. ↑   Fernández, Mitiukov & Crawford 2007, pp. 63, 65
2. ↑   Rodríguez González 2018, pp. 268–271
3. ↑   Sturton 1985, pp. 376, 378
4. 1 2 3   Garzke & Dulin 1985, p. 437
5. 1 2 3 4 5 6 7 8 9 10 11   Sturton 1985, p. 378
6. ↑   Garzke & Dulin 1985, pp. 438–439
7. ↑   Garzke & Dulin 1985, p. 439
8. ↑   Fitzsimons 1978, p. 856
9. 1 2   Sturton 1985, p. 376
10. 1 2   Garzke & Dulin 1985, p. 438
11. ↑   Rodríguez González 2018, p. 274
12. ↑   Fernandez, Mitiukov & Crawford 2007, p. 73
13. ↑   Garzke & Dulin 1985, pp. 440–442
14. ↑   Garzke & Dulin 1985, p. 443